# Air Partner
 (janvier 2013).
Si vous disposez d'ouvrages ou d'articles de référence ou si vous connaissez des sites web de qualité traitant du thème abordé ici, merci de compléter l'article en donnant les références utiles à sa vérifiabilité et en les liant à la section « Notes et références ».
Air Partner plc est un courtier aérien fournissant des solutions de transport aérien de tous types : affrètement aérien, groupe de passagers sur vols réguliers, location jet privé, affrètement avion commercial, charter air cargo. Le groupe a célébré son 50e anniversaire en 2011. Il a été créé en 1961 avec des activités de centre de formation au pilotage. Actuellement, Air Partner organise plus de quinze mille vols par an en affrétant des avions commerciaux, des jets privés et des avions cargo pour des sociétés industrielles, des laboratoires pharmaceutiques, des gouvernements... Les vols affrétés sont réalisés dans le monde entier grâce à ses vingt bureaux internationaux. Parmi les clients, on compte également des organisations humanitaires, l'Union Européenne, les Nations unies, l'OTAN ou encore la famille royale d'Angleterre.  

## Histoire
Air Partner est créé en 1961 à Londres. Le bureau est initialement basé au Beehive Terminal, le premier terminal de l'aéroport de Gatwich avec ses pistes d'herbes vertes. L'activité de départ est la formation des pilotes militaires en reconversion pour devenir pilotes de ligne avec l'utilisation de simulateurs de vols et une flotte d'avions de types Beagles. La société développe ensuite l'activité air taxi avec une flotte d'avions de types Chieftain, Piper Aztec, 125 et C550 aircraft et modifie son nom en Air London. La décision de se concentrer uniquement sur l'activité de courtier aérien est prise en 1983

## Actionnaires
Liste de principaux actionnaires au 29 octobre 2019.
| Sanford DeLand Asset Management      | 19,7% |
| Schroder Investment Management       | 13,9% |
| Castlefield Investment Partners      | 13,7% |
| Aberforth Partners                   | 11,3% |
| Hargreaves Lansdown Asset Management | 8,58% |
| M&G Investment Management            | 7,33% |
| Hargreaves Lansdown Stockbrokers     | 6,23% |
| BMO Asset Managers                   | 4,23% |
| Unicorn Asset Management             | 2,46% |
| Franklin Templeton Fund Management   | 2,41% |

## Chronologie
- 1989, Air Partner est coté à la Bourse de Londres Unlisted Securities Market, (AIM)
- 1994, l'expansion géographique commence avec l'ouverture d'Air Partner France, le premier courtier aérien sur le marché français s'installe à Paris http://www.airpartner.com/fr-fr/presentation-air-partner/. Le Département sous-affrètement est lancé. L'activité de location d'avion commercial démarre fortement. Puis, l'affrètement de jet privé et les charters d'avions cargo permettent une diversification en douceur.
- 1995, le Groupe finalise son entrée à la Bourse de Londres ou London Stock Exchange LSE : AIP.
- 1996, Air Partner dévoile sa garantie CharterPLUS, incluant une assurance Responsabilité Professionnelle Risque Aérien de 100 millions de dollars US protégeant ses clients contre les éventuelles défaillances opérationnelles des compagnies aériennes.
- 1997
  - Air Partner ouvre son premier bureau aux États-Unis à Fort Lauderdale, en Floride.
  - Air Partner ouvre un bureau en Allemagne à Cologne.
- 1998, Air partner lance sa division Air Fret à l'international.
- 1999
  - Le nom du Groupe est définitivement modifié de Air London en Air Partner.
  - Air Partner obtient sa licence d'agent de voyage et Air Partner Travel est lancé. L'agence de voyage est accréditée IATA ATOL (en) et organise des vols réguliers, des transferts terrestres et la réservation d'hôtel dans le monde entier essentiellement pour les équipages des compagnies aériennes affrétées ou partenaires.
- 2001
  - 24/7 un département de suivi 24 h/24 et 7 jours sur 7 est ouvert.
  - Évacuation d'Urgence devient le nouveau nom du Département Rapid Air Support, lancé en 2000.
- 2002, Air Partner ouvre des bureaux à Dubai et à Washington DC.
- 2003, Le premier bureau Asiatique d'Air Partner ouvre à Singapour couvrant le Pacifique.
- 2004
  - Air Partner ouvre un bureau à New Delhi.
  - Air Partner lance son programme d'heures de vol Jet Membership Programme.
  - Air Partner obtient l'accréditation de Fournisseur Officiel de la Famille Royale d'Angleterre[réf. souhaitée]
- 2005, Air Partner ouvre des bureaux au Japon et en Italie, ainsi qu'à San Francisco (Côte Ouest des États-Unis).
- 2006
  - Air Partner rachète une compagnie aérienne à Londres jet privé et acquiert un savoir-faire en maintenance de jets privés et en achat de jet privé. La compagnie appelée Gold Air est rebaptisée.
  - Le Club JetCard est lancé, remplaçant le Jet Membership Programme.
- 2007
  - Air Partner lance sa nouvelle identité visuelle, et crée deux conseils d'administration opérationnels : Jet Privé et Avion Commercial.
  - Air Partner ouvre un bureau en Suède à Malmő, et au Benelux à Amsterdam.
  - Air Partner propose de compenser les émissions de carbone des avions affrétés à travers son option Carbon Neutral émission offset.
- 2008
  - L'accréditation de Fournisseur Officiel de Sa Majesté est renouvelée jusqu'en 2014[réf. souhaitée]
  - L'option Carbon neutral est lancée pour tous les vols Air Partner.
- 2009, le Département Fuel de courtier en kérosène de type A-1 est lancé.
- 2010, Air Partner ouvre un bureau à Istanbul, Turquie[2], et établit un partenariat en air cargo à Hong Kong.